# Friedrich Müller (Altphilologe)
Heinrich Christian Georg Friedrich Müller (* 25. Dezember 1900 in Lüneburg; † 28. August 1975 in Mölln) war ein deutscher Klassischer Philologe, der ab 1938 als Dozent und Professor an der Universität Marburg wirkte. Er beschäftigte sich hauptsächlich mit der griechischen Literatur der Antike, besonders mit den Schriften des Kirchenvaters Gregor von Nyssa.

## Leben
Friedrich Müller, der Sohn des Böttchermeisters Friedrich Müller und seiner Frau Frieda (geborene Stehr), besuchte in Lüneburg die Mittelschule und anschließend das Gymnasium Johanneum. Gegen Ende des Ersten Weltkriegs unterbrach er seine Schulausbildung für ein halbes Jahr Militärdienst. Im März 1920 legte er die Reifeprüfung ab.
Anschließend studierte Müller an der Universität Marburg Philosophie, evangelische Theologie und Klassische Philologie; er besuchte auch kunsthistorische, germanistische, indogermanistische und historische Vorlesungen und erwarb das Turnlehrerzeugnis. Nach drei Semester wechselte er an die Universität München, wo er sich auf die Klassische Philologie konzentrierte (bei Eduard Schwartz, Rudolf Pfeiffer und Ernst Kapp) und archäologische Vorlesungen bei Heinrich Wölfflin hörte. Im Wintersemester 1922/1923 wechselte Müller an die Berliner Universität, wo er sich eng an den Gräzisten Werner Jaeger anschloss. Er blieb zeit seines Lebens ein Anhänger von Jaegers Humanismuskonzept und unterstützte seinen Lehrer bei verschiedenen Forschungsvorhaben. Am 2. März 1928 wurde Müller mit der Dissertation Stilistische Untersuchung der Epinomis des Philippos von Opus promoviert (Erstgutachter war Werner Jaeger, Zweitgutachter Ulrich von Wilamowitz-Moellendorff).
Nach dem Lehramtsexamen arbeitete Müller erst für kurze Zeit als Lehrer in Züllichau und ging dann 1931 an die Landesschule Pforta. Mit dem damaligen Rektor Walther Kranz, einem Wilamowitz-Schüler, entwickelte Müller ein freundschaftliches Verhältnis. In Schulpforta setzte er auch seine wissenschaftliche Arbeit fort: Im Auftrag Werner Jaegers beschäftigte er sich mit den Schriften des Kirchenvaters Gregor von Nyssa. Diese Arbeit ermöglichte ihm den Einstieg in die universitäre Laufbahn.
Als die Landesschule Pforta 1935 in eine nationalsozialistische Erziehungsanstalt umgewandelt wurde, wurde Müller entlassen und für sieben Wochen im KZ Columbia in Berlin inhaftiert. Dank einem Empfehlungsschreiben von Hans Lietzmann erhielt er 1936 eine Assistentenstelle am Philologischen Seminar der Universität Münster (bei Franz Beckmann). Dort habilitierte sich Müller 1938 mit einer ungedruckten Schrift zur Überlieferungsgeschichte der Schriften Gregors von Nyssa. Bereits im Wintersemester 1938/1939 wechselte er als Privatdozent für Klassische Philologie an die Universität Marburg. 1943 wurde er zum außerordentlichen Professor ernannt. Seine Lehrtätigkeit wurde durch den Zweiten Weltkrieg unterbrochen. Nach aktivem Kriegsdienst an der Front und kurzer Kriegsgefangenschaft kehrte er 1947 nach Marburg zurück und nahm seine Lehrtätigkeit wieder auf. 1955 wurde er zum ordentlichen Professor der Gräzistik ernannt und zum 1. Oktober 1968 emeritiert.

## Leistungen
Friedrich Müller war ein treuer Schüler Werner Jaegers. Er vertrat dessen Humanismuskonzept bis zu seinem Tode, obwohl es während des Nationalsozialismus und in der Neubesinnung nach dem Zweiten Weltkrieg stark angefochten und verdrängt wurde. Entscheidender für die Wissenschaft war jedoch Jaegers Einfluss auf Müllers Forschungsarbeit: Vom Exil in Harvard aus regte er ihn zweimal zu Editionsarbeiten an Gregor von Nyssa an, in den 1930er und in den 1950er Jahren. Die Aufsätze und kritischen Editionen aus dieser Arbeit machten viele Schriften dieses Kirchenvaters erstmals für die Forschung nutzbar.
Auch Müllers selbständige Arbeiten waren für die Forschung bedeutsam. In seiner Dissertation untersuchte Müller die Frage, ob der Dialog Epinomis von Platon selbst oder von seinem Schüler Philippos von Opus stammt. Sein Ergebnis (zugunsten Philipps) stieß eine rege Forschungsdebatte an, die schließlich dazu führte, dass die Verfasserschaft Platons (vorher communis opinio) weitgehend abgelehnt wurde. Müller selbst griff in diese Debatte kaum ein: Er bezog nur 1940 in einer Rezension zu Hans Ræders Buch Platons Epinomis (Kopenhagen 1938) dazu Stellung und regte seinen Schüler Hans Lier zu der Dissertation Untersuchungen zur Epinomis an (Marburg 1966), die zum selben Ergebnis kam.
In seiner Marburger Dozentenzeit widmete sich Müller neben der Arbeit an der Gregor-Edition zahlreichen anderen Themen. Er veröffentlichte Aufsätze über den Hippokratischen Eid, den Brief des Paulus an die Römer und die Gleichnisse bei Homer. Nach seiner Rückkehr aus der Kriegsgefangenschaft beschränkte er seine philologische Publikationstätigkeit auf die Gregor-Edition.